# Golden Hour (Kacey Musgraves)
Golden Hour è il quarto album in studio della cantautrice statunitense Kacey Musgraves, pubblicato il 30 marzo 2018.
L'album è stato inserito alla 270ª posizione nella lista aggiornata al 2020 dei 500 album migliori di sempre secondo Rolling Stone.

## Descrizione
Golden Hour è stato descritto come un album country e country pop con sonorità disco e folk pop. Il titolo è stato ispirato dalla relazione di Kacey Musgraves con il marito Ruston Kelly e le è venuto in mente guardando un'ombra solare. La copertina è stata scattata nella sua città natale dalla sorella Kelly Christine Sutton. L'idea di usare un ventaglio è stata della cantante, che ha curato da sola trucco e capelli per lo scatto.

## Promozione
Il 12 marzo 2018, al fine di promuovere il disco, la cantante ha reso note le prime dodici date del Oh, What a World: Tour, seguite nel 2019 da altre cinque facenti parti del Oh, What a World: Tour II.

## Accoglienza
| Recensione      | Giudizio |
| --------------- | -------- |
| AllMusic        |          |
| Chicago Tribune |          |
| Consequence     | A–       |
| The Guardian    |          |
| The Independent |          |
| Pitchfork       | 8,7/10   |
| Rolling Stone   |          |
| The Times       |          |

Golden Hour ha ottenuto l'acclamo universale da parte dei critici musicali. Su Metacritic, sito che assegna un punteggio normalizzato su 100 in base a critiche selezionate, l'album ha ottenuto un punteggio medio di 89 basato su diciassette critiche.

### Riconoscimenti
Ai Country Music Association Awards e agli Academy of Country Music Awards il disco ha trionfato come Album dell'anno. Nell'ambito dei Grammy Award ha vinto come Album dell'anno e Miglior album country, mentre i singoli Space Cowboy e Butterflies si sono aggiudicati rispettivamente la Miglior canzone country e la Miglior interpretazione country solista.
Riconoscimenti di fine anno
- 1º — American Songwriter[24]
- 1º — Entertainment Weekly[25]
- 1º — People[26]
- 1º — Sputnikmusic[27]
- 1º — Stereogum[28]
- 1º — The Village Voice[29]
- 2º — Associated Press[30]
- 2º — Vice[31]
- 2º — Pitchfork[32]
- 2º — PopMatters[33]
- 2º — Rolling Stone[34]
- 2º — Uproxx[35]
- 3º — Billboard[36]
- 3º — NPR Music[37]
- 3º — Idolator[38]
- 4º — The Independent[39]
- 4º — Vulture[40]
- 8º — Time[41]
- 9º — Consequence[42]
- 36º — Complex[43]
- 44º — Paste[44]
- 73º — Uncut[45]

## Tracce
1. Slow Burn – 4:06
2. Lonely Weekend – 3:46
3. Butterflies – 3:39
4. Oh, What a World – 4:01
5. Mother – 1:18
6. Love Is a Wild Thing – 4:16
7. Space Cowboy – 3:36
8. Happy & Sad – 4:03
9. Velvet Elvis – 2:34
10. Wonder Woman – 4:00
11. High Horse – 3:33
12. Golden Hour – 3:18
13. Rainbow – 3:34

## Successo commerciale
Golden Hour ha debuttato alla 4ª posizione della Billboard 200 con 49 000 unità distribuite in suolo statunitense durante la sua prima settimane, tra cui 39 000 copie digitali, diventando la terza top ten di Kacey Musgraves. Nella Top Country Albums è invece divenuto il suo terzo album numero uno. Nella settimana dei Grammy Awards 2019 ha segnato un incremento delle vendite del 524%, accumulando ulteriori 35 000 unità (di cui 20 000 copie digitali) e tornando quindi nella top ten generale alla 9ª posizione.
Nella Official Albums Chart britannica l'album ha esordito al 6º posto con 6 376 unità, regalando alla cantante la sua prima top ten nel Regno Unito. Nella Official Country Albums Chart, dedicata al suddetto genere, è entrato direttamente in prima posizione; nel corso del 2018 è poi risultato l'album country più consumato nel paese tramite streaming e il secondo contando tutti i formati.

## Classifiche

### Classifiche settimanali
| Classifica (2018) | Posizione massima |
| ----------------- | ----------------- |
| Australia         | 25                |
| Belgio (Fiandre)  | 111               |
| Canada            | 11                |
| Irlanda           | 27                |
| Norvegia          | 15                |
| Paesi Bassi       | 105               |
| Regno Unito       | 6                 |
| Stati Uniti       | 4                 |
| Svizzera          | 43                |

### Classifiche di fine anno
| Classifica (2019) | Posizione |
| ----------------- | --------- |
| Stati Uniti       | 86        |
| Classifica (2020) | Posizione |
| Stati Uniti       | 191       |